# Sofía Salas
Sofía Salas González (27 de mayo de 2002, Camargo, Cantabria, España) es una futbolista española que juega como delantera en el CD Monte de la Primera Nacional Femenina de España.

## Biografía
Sofía Salas comenzó su carrera futbolística en las líneas menores del Reocín Racing, en 2016, a la edad de 14 años. En 2017, pasó a jugar para el juvenil femenino Racing B, y en 2018, pasó al primer equipo, el CDE Racing Féminas, al año siguiente, ascendió junto con el equipo de la Primera Nacional Femenina de España (tercer división de España) a la Segunda División Femenina de España. En 2020 fichó por el UD Oceja-Gimnástica, equipo de la Primera Nacional Femenina de España, y en 2021 se marchó al CD Monte, de la misma liga.

## Clubes
| Club                | País   | Año           |
| ------------------- | ------ | ------------- |
| Reocín Racing       | España | 2016-2017     |
| Racing B            | España | 2017-2018     |
| CDE Racing Féminas  | España | 2018-2020     |
| UD Oceja-Gimnástica | España | 2020-2021     |
| CD Monte            | España | 2021-Presente |

## Palmarés
| Año  | País   | Campeonato                          | Equipo             | Resultado                                          |
| ---- | ------ | ----------------------------------- | ------------------ | -------------------------------------------------- |
| 2019 | España | Primera Nacional Femenina de España | CDE Racing Féminas | 4° (Ascenso a Segunda División Femenina de España) |